# Cyclocross Gullegem
Cyclocross Gullegem is een veldritwedstrijd die sinds 2018 jaarlijks wordt georganiseerd op de eerste zaterdag van januari (tenzij 1 januari op een zaterdag valt) in het Belgische Gullegem. 

## Geschiedenis
Na amper één jaar in het B-circuit, onder het klassement van de Vlaamse Cyclocross Cup, promoveerde de wedstrijd in 2019 naar het A-circuit als een losse cross. In de seizoenen 2022-2023 en 2024-2025 was de cyclocross van Gullegem de voorlaatste manche van het oudste regelmatigheidscriterium, de Superprestige veldrijden. 
De Gullegemse cyclocross staat lokaal bekend als de "Prinses der losse crossen" vanwege het vermogen als jonge cross om jaarlijks toppers aan te trekken en de opmerkelijke sfeer tijdens en na de cross. Deze erkenning wordt versterkt door hun betrokkenheid bij maatschappelijke doelen, zoals het jaarlijks organiseren van een kinderinitiatie, een crosskamp en een G-cross.
In het seizoen 2021-2022 organiseerde cyclocross Gullegem het Belgisch kampioenschap veldrijden voor G-sporters alsook het Belgisch kampioenschap veldrijden voor politiediensten. 
Ook zet men in op randanimatie tijdens en na de cross. Cyclocross Gullegem is een ambiance -en sfeercross met in en rond de publiekstent verschillende dj's, zangers en bands.

## Parcours
Het parcours van de Gullegemse cyclocross is een kenmerkende West-Vlaamse weidecross. Met start en finish in de Europalaan te Gullegem, strekt het parcours zich uit over ongeveer 2600 meter. Het bevat twee bruggen, waarvan één met trappen en één zonder, een dubbele materiaalpost, balkjes, een zandbak, een wasbord, een heuvel en een lichte hellingzone. Het parcours ligt in een coulissenlandschap tussen de Heulestraat en Heulebeek. 
In 2018 en 2024 stond een klein deeltje van het parcours blank door de overstroming van de Heulebeek, maar de wedstrijden gingen wel gewoon door mits een kleine parcourswijziging.

## Erelijst

### Mannen
| Datum          | Klassement    | Cat. | Winnaar                | Tweede                 | Derde                  |
| -------------- | ------------- | ---- | ---------------------- | ---------------------- | ---------------------- |
| 6 januari 2018 | VCC           | –    | Nick Van De Kerckhove  | Mathieu Willemyns      | Jenko Bonne            |
| 5 januari 2019 | Losse cross   | C2   | Mathieu van der Poel   | Gianni Vermeersch      | David van der Poel     |
| 4 januari 2020 | Losse cross   | C2   | Mathieu van der Poel   | Michael Vanthourenhout | Corné van Kessel       |
| 2 januari 2021 | Losse cross   | C2   | Mathieu van der Poel   | Tom Pidcock            | Jens Adams             |
| 4 januari 2022 | Losse cross   | C2   | Tom Pidcock            | Joran Wyseure          | Quinten Hermans        |
| 7 januari 2023 | Superprestige | C2   | Wout van Aert          | Eli Iserbyt            | Michael Vanthourenhout |
| 6 januari 2024 | Losse cross   | C2   | Michael Vanthourenhout | Cameron Mason          | Joran Wyseure          |
| 4 januari 2025 | Superprestige | C2   | Wout van Aert          | Eli Iserbyt            | Michael Vanthourenhout |

### Vrouwen
| Datum          | Klassement    | Cat. | Winnaar                    | Tweede               | Derde                      |
| -------------- | ------------- | ---- | -------------------------- | -------------------- | -------------------------- |
| 6 januari 2018 | VCC           | –    | Jolien Verschueren         | Ellen Van Loy        | Joyce Vanderbeken          |
| 5 januari 2019 | Losse cross   | C2   | Loes Sels                  | Annemarie Worst      | Nikki Brammeier            |
| 4 januari 2020 | Losse cross   | C2   | Ceylin del Carmen Alvarado | Yara Kastelijn       | Shirin van Anrooij         |
| 2 januari 2021 | Losse cross   | C2   | Kata Blanka Vas            | Inge van der Heijden | Sanne Cant                 |
| 4 januari 2022 | Losse cross   | C2   | Shirin van Anrooij         | Maghalie Rochette    | Zoe Bäckstedt              |
| 7 januari 2023 | Superprestige | C2   | Ceylin del Carmen Alvarado | Inge van der Heijden | Denise Betsema             |
| 6 januari 2024 | Losse cross   | C2   | Zoe Bäckstedt              | Manon Bakker         | Inge van der Heijden       |
| 4 januari 2025 | Superprestige | C2   | Lucinda Brand              | Zoe Bäckstedt        | Ceylin del Carmen Alvarado |

## Promocampagne
Voor hun jaarlijkse promotiecampagne maakt de organisatie gebruik van bekende persoonlijkheden als blikvangers. In 2020 werd comedian Bart Vanneste alias Freddy De Vadder, gekozen als het boegbeeld. 
Voor de editie van 2022 wist de organisatie Stephanie Planckaert, dochter van Eddy Planckaert, te strikken. Op de affiche voor de editie van 2024 prijkt Yves Lampaert, de wegwielrenner die zijn thuis heeft in de nabijheid van Gullegem. Voor deze editie organiseerde men "Beat Lampaert," een tijdrit op het parcours met als doel de tijd van Yves Lampaert te overtreffen. Voor de editie van 2025 kon de organisatie Rik Verheye strikken.
| Seizoen   | Bekend gezicht       |
| --------- | -------------------- |
| 2019-2020 | Freddy De Vadder     |
| 2021-2022 | Stephanie Planckaert |
| 2022-2023 | Pascal Braeckman     |
| 2023-2024 | Yves Lampaert        |
| 2024-2025 | Rik Verheye          |